# Шодуар, Станислав Иванович
Станислав Иванович Шодуар (1790—1858) — русский археолог, коллекционер-нумизмат, энтомолог, библиофил. Член-корреспондент Петербургской академии наук по разряду истории и древностей российских Отделения исторических, филологических и политических наук с 23 декабря 1836 года.

## Биография
Представитель баронского рода Шодуар. Отцу Станислава — Яну Йозефу (Иоанну-Иосифу) и ему самому были дарованы права гражданства и дворянства в Царстве Польском Высочайшими Постановлениями Государя Императора и Царя Александра I, в 1819 году (отцу) и 1820 году (Станиславу).
Не получив специального образования, он внёс значительный вклад в отечественную науку, в частности, в нумизматику, сфрагистику, эпиграфику.
Был почётным смотрителем Киево-Подольского уездного (1834—1837) и Киево-Печерского уездного дворянского и приходских училищ Киевского уезда (1838—1851), членом совета Киевского института благородных девиц (1838—1846), первым помощником председателя Киевской временной комиссии для разбора древних актов (1843), коллежский советником (1851), директором Киевской конторы государственного коммерческого банка (1850-е годы), членом императорского археологического общества, членом-корреспондентом Петербургской Академии наук (1836).
Барон Станислав де Шодуар создал лучший на Волыни музей — картинную галерею, где была собрана коллекция старинных монет и гравюр, предметов периода античности.
Станислав Иванович имел богатую коллекцию древностей времён Киевской Руси и греческих черноморских колоний, из которых часть приобрёл петербургский Эрмитаж, а часть увезена в Англию. В его огромной библиотеке хранились старинные рукописи и старопечатные книги, автографы польских королей. Всего около 40000 томов. Рукописи и архив из собрания Шодуара есть в Национальной библиотеке им. Вернадского в Киеве, краеведческом музее в Житомире и в Государственном архиве Житомирской области.
Автор научного труда «Aperçu sur les monnaies russes et sur les monnaies étrangères qui ont eu cours en Russie depuis les temps les plus reculés jusqu’à nos jours» (1836, рус. перевод 1836—1841).
С. Шодуар оставил богатую библиотеку, которая включала до 30000 томов, большая часть из области нумизматики. Каталог к ней был составлен самим Шодуаром в 7 томах и до сих пор остаётся в рукописи.
Лауреат полной Демидовской премии (1838) за работу в области истории.
Сын — Максимилиан Шодуар, внук — Иван Шодуар.